# Juan Bautista Comes
Juan Bautista Comes, katalanisch Joan Baptista Comes, (* um 1582 in Valencia; † 5. Januar 1643 ebenda) war ein spanischer Kapellmeister und Komponist aus dem katalanischen Kulturbereich.

## Leben und Wirken
Comes erhielt seine Ausbildung an der Kathedrale von Valencia, wo er zwischen 1594 und 1596 Chorknabe war. Während dieser Zeit waren dort Juan Ginés Pérez, Ambrosio Cotes und Narciso Leysa tätig, die seine Ausbildung gewährleisteten. 1602 wurde er als Kapellmeister der Kirche San Pedro in Sueca erwähnt, 1603 an der Kathedrale von Lérida (heute Lleida). Ab 1608 war er Assistent des Kapellmeisters am Real Colegio Seminario del Corpus Christi in Valencia, bevor er im Jahre 1613 die Stelle des Kapellmeister an der Kathedrale erhielt und 1615 zum Priester geweiht wurde. 1619 nahm er ein Angebot aus Madrid an und wirkte dort als zweiter Hofkapellmeister, kehrte aber 1629 in seine Heimatstadt zurück, wo er bis 1632 die Leitung des Real Colegio del Corpus Christi innehatte. Danach führte ihn sein Weg wieder auf seine alte Stelle als Kapellmeister der Kathedrale, die er bis zu seinem Tode ausübte.
Er schuf fast ausschließlich geistliche Musik in der Tradition der spanischen Hochrenaissance und zeigte sich von den Entwicklungen in anderen musikalischen Zentren seiner Zeit unbeeindruckt.

## Medien
- Juan Bautista Comes: O Pretiosum – Geistliche Musik, Amystis, Jose Duce Chenoll, Brillant Classics 2015

| Personendaten    | Personendaten                          |
| ---------------- | -------------------------------------- |
| NAME             | Comes, Juan Bautista                   |
| KURZBESCHREIBUNG | spanischer Kapellmeister und Komponist |
| GEBURTSDATUM     | um 1582                                |
| GEBURTSORT       | Valencia                               |
| STERBEDATUM      | 5. Januar 1643                         |
| STERBEORT        | Valencia                               |